# Український науково-дослідний інститут водогосподарсько-екологічних проблем
Український науково-дослідний інститут водогосподарсько-екологічних проблем — провідний науково-дослідний заклад з питань наукового обґрунтування вирішення водогосподарських і екологічних проблем в державі, відновлення природно-екологічної рівноваги на водних і навколоводних екосистемах.

## Історія створення та діяльності
До 1990 року організація мала назву «Український філіал Центрального науково-дослідного інституту комплексного використання водних ресурсів» . Реорганізований в інститут для наукового забезпечення раціонального використання, охорони і відтворення водних ресурсів України та обґрунтування напрямів розвитку водного господарства.